# Кристиан Вилхелм (Шварцбург-Зондерсхаузен)
Кристиан Вилхелм I фон Шварцбург-Зондерсхаузен (на немски: Christian Wilhelm I von Schwarzburg; * 6 януари 1647 в Зондерсхаузен; † 10 май 1721 в Зондерсхаузен) е граф (1666 – 1720) и от 1697 г. първият княз на Шварцбург-Зондерсхаузен, граф фон Хонщайн, господар на Зондерсхаузен, Арнщат и Лойтенберг. От 1681 г. той има и титлата граф в Ебелебен и от 1716 г. граф в Арнщат.
Той е най-възрастният син на граф Антон Гюнтер I фон Шварцбург-Зондерсхаузен (1620 – 1666) и съпругата му Мария Магдалена, родена пфалцграфиня на Биркенфелд (1622 – 1689), дъщеря на пфалцграф и херцог Георг Вилхелм фон Пфалц-Цвайбрюкен-Биркенфелд.
През 1666 г. той наследява баща си заедно с брат си Антон Гюнтер II и през 1681 г. те разделят земята. Антон Гюнтер става граф на Шварцбург-Арнщат. На 3 септември 1697 г. двамата братя са издигнати на имперски князе от император Леополд I. След смъртта на Антон Гюнтер през 1716 г. Арнщат отива обратно на Кристиан Вилхелм.

## Фамилия
Кристиан Вилхелм е сгоден на 20 декември 1671 г. за поетесата на църковни песни Лудмила Елизабет фон Шварцбург-Рудолщат (1640 – 1672), дъщеря на граф Гюнтер I фон Шварцбург-Рудолщат, но тя умира през март 1672 г. от дребна шарка. Той се жени на 22 август 1673 г. за Антония Сибила (1641 – 1684), дъщеря на граф Албрехт Фридрих фон Барби и Мюлинген, и има с нея децата:
- Антон Алберт (1674 – 1680)
- Август Вилхелм (1676 – 1690)
- Гюнтер XLIII, упр. княз на Шварцбург-Зондерсхаузен (1678 – 1740)
- Магдалена София (1680 – 1751), ∞ граф Георг Алберт фон Шьонбург-Хартенщайн (1673 – 1716)
- (Кристиана) Емилия (1681 – 1751), ∞ херцог Адолф Фридрих II фон Мекленбург-Щрелиц (1658 – 1708)
- Луиза Албертина (1682 – 1765)
- Антония Сибила (1684)

Кристиан Вилхелм се жени втори път през 1684 г. за Вилхелмина Кристиана (1658 – 1712), дъщеря на херцог Йохан Ернст II фон Саксония-Ваймар, с която има децата:
- Йохана Августа (1686 – 1703)
- Кристиана Вилхелмина (1688 – 1749)
- Хайнрих XXXV (1689 – 1758), упр. княз на Шварцбург-Зондерсхаузен
- Август I (1691 – 1750), княз на Шварцбург-Зондерсхаузен
- Хенриета Ернестина (1692 – 1759)
- Рудолф (1695 – 1749)
- Вилхелм II (1699 – 1762)
- Кристиан (1700 – 1749), княз на Шварцбург-Зондерсхаузен